# Paul Heaton
Paul David Heaton (Bromborough, 9 maggio 1962) è un cantante inglese.
Ha fatto parte della band The Housemartins e, dopo il loro scioglimento avvenuto nel 1988, dei The Beautiful South fino alla separazione della band nel 2007. Attualmente sta lavorando ad una carriera da solista ed è proprietario di un pub a Salford.